# Xalet al carrer Àngel Guimerà, 22 (Sant Cugat del Vallès)
El Xalet al carrer Àngel Guimerà, 22 és una obra de Sant Cugat del Vallès (Vallès Occidental) protegida com a Bé Cultural d'Interès Local.

## Descripció
Xalet d'estiueig que constitueix un bon exemple d'edifici de la tradició mediterrània on destaca el tractament de les obertures amb diverses formes i proporcions així com el ràfec i la teulada.
Destaca el petit pòrtic d'ordre jònic amb teulada que forma l'accés.